# Bibio xanthopus
Bibio xanthopus är en tvåvingeart som beskrevs av Christian Rudolph Wilhelm Wiedemann 1828. Bibio xanthopus ingår i släktet Bibio och familjen hårmyggor. Inga underarter finns listade i Catalogue of Life.